# Љубовиште
Љубовиште (алб. Lubovisht) је горанско село у Општини Гора, на Косову и Метохији. По законима привремених институција Косова ово насеље је у саставу општине Драгаш. Љубовиште је горанско село (муслиманско село српског говорног језика) у шарпланинској жупи Гори.

## Демографија
Насеље има горанску етничку већину.
Број становника на пописима:
- попис становништва 1948. године: 344
- попис становништва 1953. године: 352
- попис становништва 1961. године: 384
- попис становништва 1971. године: 541
- попис становништва 1981. године: 690
- попис становништва 1991. године: 799

### Попис2011.
На попису становништва 2011. године, Љубовиште је имало 773 становника, следећег националног састава:
| Попис 2011.‍ | Попис 2011.‍ | Попис 2011.‍ | Попис 2011.‍ | Попис 2011.‍ |
| ----------- | ----------- | ----------- | ----------- | ----------- |
|             |             |             |             |             |
| Горанци     | Горанци     |             | 433         | 56,01%      |
| Албанци     | Албанци     |             | 306         | 39,58%      |
| Бошњаци     | Бошњаци     |             | 29          | 3,75%       |
| Срби        | Срби        |             | 1           | 0,12%       |
| неизјашњено | неизјашњено |             | 3           | 0,38%       |
| непознато   | непознато   |             | 1           | 0,12%       |
| укупно: 773 |             |             |             |             |